# Anthonotha noldeae
Anthonotha noldeae är en ärtväxtart som först beskrevs av Rossberg, och fick sitt nu gällande namn av Arthur Wallis Exell och Jean Olive Dorothy Hillcoat. Anthonotha noldeae ingår i släktet Anthonotha och familjen ärtväxter. Inga underarter finns listade i Catalogue of Life.